# Om en månad, om ett år
Om en månad, om ett år (franska: Dans un mois, dans un an) är en bok av Françoise Sagan från 1957. Boken utspelar sig i Paris, där olika relationer i en umgängeskrets vävs samman.

## Handling
Bernard, författaren och journalisten som är gift med Nicole är uttråkad och söker sig till den nyckfulla Josée. Josée känner dock inte lika starkt för Bernard och genom hennes övriga relationer kopplas de olika karaktärerna, alla vänner till redaktören Maligrasse, samman.

## Personer
- Bernard, författare/journalist, gift med Nicole men intresserad av Josée.
- Nicole, gift med Bernard och olyckligt kär i densamme.
- Alain Maligrasse, redaktör, gift med Fanny och har ett begynnande alkohoholproblem.
- Fanny, fru till Maligrasse.
- Béatrice, skådespelerska som träffar både Edouard och Jolyau.
- Edouard, arbetar med och intresserad av Béatrice.
- Jolyau, ny i Paris och kommer även han att arbeta med och träffa Béatrice.